# راوني بارسيلوس
راوني بارسيلوس (بالبرتغالية: Raoni Barcelos؛ مواليد 1 مايو 1987) هو مُقاتل فنون قتالية مختلطة برازيلي.

## وصلات خارجية
- راوني بارسيلوس على موقع يو إف سي (الإنجليزية)
- راوني بارسيلوس على موقع شيردوغ (الإنجليزية)
- راوني بارسيلوس على موقع Tapology.com (الإنجليزية)
- راوني بارسيلوس على موقع قاعدة بيانات المصارعة الدولية (الإنجليزية)
- راوني بارسيلوس على موقع IMDb (الإنجليزية)